# Villars-lès-Blamont
Villars-lès-Blamont è un comune francese di 462 abitanti situato nel dipartimento del Doubs nella regione della Borgogna-Franca Contea.

## Società

### Evoluzione demografica
Abitanti censiti